# 휴대용 텔레비전

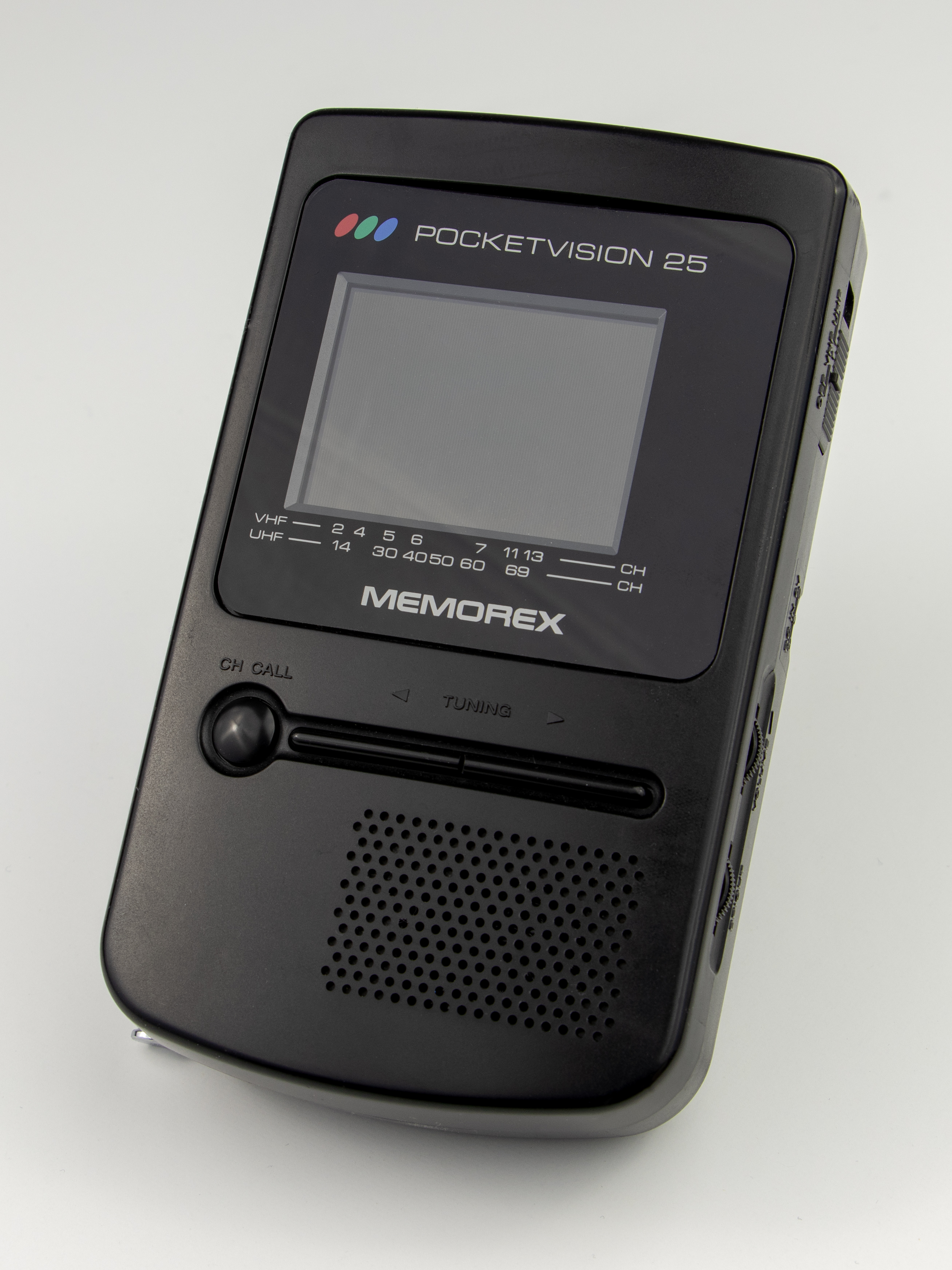
1980년대 메모렉스 포켓비전 25 휴대용 텔레비전

휴대용 텔레비전 또는 핸드헬드 텔레비전(Handheld television)은 일반적으로 TFT LCD 또는 OLED 및 CRT 컬러 디스플레이를 사용하는 텔레비전 시청을 위한 휴대용 장치이다. 이러한 장치 중 다수는 휴대용 트랜지스터 라디오와 유사하다.

## 역사

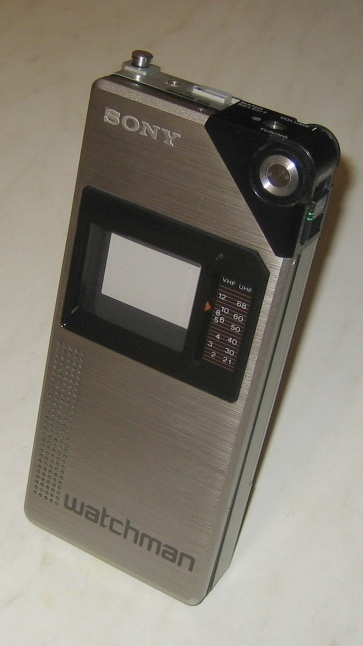
소니 워치맨

1970년, 파나소닉은 큰 주머니에 들어갈 만큼 작은 최초의 TV인 파나소닉 IC TV MODEL TR-001을 출시했으며 싱클레어 리서치는 두 번째 포켓 텔레비전인 MTV-1을 출시했다. 당시에는 LCD 기술이 아직 미성숙했기 때문에 이 TV는 상업적으로 판매되는 제품 중 가장 작은 CRT라는 기록을 세운 미세한 CRT를 사용했다.
이후 1982년, 소니는 첫 모델인 FD-200을 출시했는데, 처음에는 "플랫 TV"로 소개되었고 나중에 워크맨이라는 단어를 활용한 별명인 워치맨으로 이름이 변경되었다. 처음에는 흑백 비디오를 지원했다. 몇 년 후, 액티브 매트릭스 LCD가 장착된 컬러 모델이 출시되었다. 일부 스마트폰에는 텔레비전 수신기가 통합되어 있지만, 인터넷 광대역 비디오가 훨씬 더 일반적이다.
디지털 방송으로 전환된 이후 휴대용 TV는 크기가 줄어들고 품질이 향상되었다. 휴대용 TV는 결국 DVB-H와 함께 디지털 TV로 이어졌지만 큰 성공을 거두지는 못했다.

## 하드웨어

포켓 텔레비전 CRT의 요소: (1) 오목한 화면, (2) 전자빔, (3) 전자총

이 장치에는 종종 컴포지트 비디오-아날로그 모노 오디오 릴레이용 스테레오 1⁄8 인치(3.5 mm) 포노 플러그가 있어 컴포지트 모니터로 사용될 수 있다. 또한 일부 모델에는 표준 텔레비전 모델의 F 단자 또는 벨링-리 단자를 통해 일반적으로 릴레이되는 방송 신호용 모노 3.5 mm 잭이 있다.
일부 모델에는 HDMI, USB 및 SD 포트가 포함되어 있다.
화면 크기는 1.3 to 5 인치 (33 to 127 mm)까지 다양하다. 일부 휴대용 텔레비전은 휴대용 DVD 플레이어 및 USB 개인 비디오 레코더로도 사용된다.

## 크기
휴대용 텔레비전은 주머니에 들어가지 않지만, 종종 배터리로 작동하며 시가 라이터 소켓 플러그가 포함되어 있다.
포켓 텔레비전은 주머니에 들어간다.
웨어러블 텔레비전은 때때로 손목 시계 형태로 만들어진다.

## 주목할 만한 브랜드 및 모델
- RCA - DPTM70R
- 소니 - 워치맨 및 브라비아
- 카시오
- 산요
- 싱클레어 리서치 - MTV-1 및 TV80

## 같이 보기
- 휴대용 전자기기